# Chadwick (cratère)
Pour les articles homonymes, voir Chadwick.
Chadwick est un cratère d'impact situé sur la face cachée de la Lune tout près du cratère De Roy. Il est parfois visible selon les librations de la Lune. À l'ouest, se trouve le cratère Arrhenius et à l'est le cratère Boltzmann. 
En 1985, l'union astronomique internationale a donné le nom du physicien britannique, James Chadwick à ce cratère lunaire. Avant cette date, ce cratère n'était qu'un cratère satellite du cratère De Roy sous le nom de "De Roy X".